# Mount Veniaminof
Mount Veniaminof (2507 m) is een actieve stratovulkaan op het Alaska-schiereiland. 
De berg is genoemd naar Ivan Veniaminov (Russisch: Иван Евсеевич Попов-Вениаминов, Ivan Jevsejevitsj Popov-Veniaminov, 1797–1879), een russisch-orthodoxe missionaris (en later bisschop in Rusland) die de taal van de Ungangan heeft bestudeerd. Hij is een heilige van de Russisch-orthodoxe Kerk, bekend als Innocentius van Alaska naar de naam die hij later in zijn leven gebruikte.
De vulkaan onderging een grote VEI-6 uitbarsting rond 1750 BCE waardoor een grote caldera ontstond. Daarna heeft de vulkaan een groot aantal kleinere uitbarstingen gehad (meer dan tien daarvan sinds 1930) in een sintelkegel in het centrum van de caldera. Door de grote hoogte wordt de caldera bedekt door een gletsjer.